# Aspidimorpha prasina
Aspidimorpha prasina es un coleóptero de la familia Chrysomelidae.
Fue descrita científicamente por primera vez en 1899 por Weise.